# David Broekman
David Hendrines Broekman (Leiden, 13 mei 1899 – New York, 1 april 1958) was een Nederlands-Amerikaans dirigent en componist.

## Levensloop
David Broekman studeerde in Den Haag bij Peter van Anrooy.
In 1924 vertrok hij naar de Verenigde Staten en werkte er bij de muziekuitgeverij M. Witmark & Sons. Hij vertrok vervolgens naar Hollywood waar hij filmmuziek componeerde en verschillende muzikale shows dirigeerde. Hij werkte met en voor alle groten uit de radio-, televisie- en filmwereld. Hij was violist, pianist, dirigent, componist en arrangeur. Hij was thuis zowel in klassieke muziek als in jazz.
In 1946 dirigeerde hij de New York Philharmonic tijdens een concert in Carnegie Hall.
Hij schreef een autobiografie, The Shoestring Symphony, waarin hij met nogal wat bitterheid het leven in Hollywood beschreef en onder meer de moeilijke jaren van de crisis van de jaren 1930.

## Werken
David Broekman schreef twee symfonieën in 1934 en 1947. Daarnaast componeerde hij voor piano.
Hij schreef de filmmuziek voor onder meer:
- Submarine (1928),
- All Quiet on the Western Front (1930),
- Outside the Law (1930),
- Platinum Blonde (1931).

## Publicatie
- The Shoestring Symphony, Simon & Schuster, 1948.